# Bellator 138
Bellator 138: Unfinished Business foi um evento de artes marciais mistas promovido pelo Bellator MMA ocorrido em 19 de junho de 2015 no Scottrade Center em St. Louis, Missouri. O evento foi transmitido ao vivo na Spike TV nos Estados Unidos.

## Background
O evento teve como luta principal a luta entre os veteranos de esportes de combate Kimbo Slice e Ken Shamrock. Os dois se enfrentariam em 4 de Outubro de 2008 no BankAtlantic Center no CBS' Saturday Night Fights. No entanto, Shamrock sofreu um corte no olho no aquecimento para a luta, horas antes dela acontecer. A luta então foi remarcada para esse evento.
A co-luta principal seria a luta pelo Cinturão Peso Pena do Bellator entre o campeão Patrício Freire e o desafiante e ex-Campeão Peso Pena do WSOF Georgi Karakhanyan. No entanto, Karakhanyan se retirou da luta devido a uma lesão e foi substituído por Daniel Weichel.

## Card Oficial
Nota 1 Pelo Cinturão Peso Pena do Bellator.

## Ligações Externas
1. ↑  Nota 1